# Lusofonia

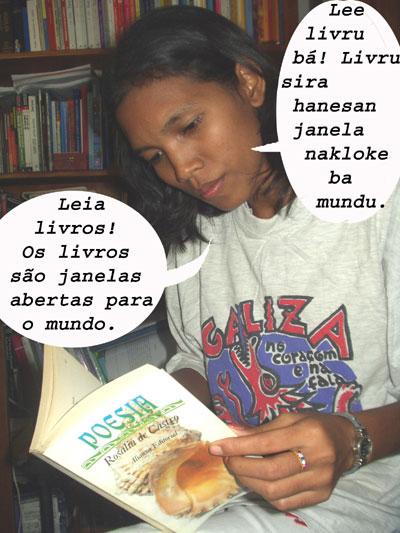
Campanya a favor de la lectura en portuguès a Timor Oriental

La lusofonia és el conjunt de pobles o països que tenen com a llengua oficial el portuguès. Això vol dir que n'hi ha en què només una ínfima part de la població té el portuguès com a llengua pròpia. Alguns països lusòfons són Portugal, el Brasil, Cabo Verde, Guinea Bissau, Angola, Moçambic, Timor Oriental, São Tomé i Príncipe.
Alguns grups reintegracionistes reclamen que Galícia sigui també considerat part de la lusofonia.